# Хроніка короля Дуарте
«Хро́ніка короля́ Дуа́рте» (порт. Chronica d'el rey D. Duarte) — офіційна португальська хроніка, що присвячена правлінню короля Дуарте. Написана близько 1504 року. Автор — португальський хроніст Руй де Піна. Вперше опублікована в Лісабоні 1790 року Лісабонською академією наук, у «Колекції невиданих книг з португальської історії». Репринтне видання вийшло 1901 року в серії «Бібліотека португальської класики».

## Назва
- «Хроніка пана-короля Дуарте» — назва видання 1790 року.
- «Хроніка короля Дуарте» — коротка назва.

## Видання
- Pina, Ruy de. Chronica do Senhor Rey D. Duarte // Collecção de livros ineditos de historia portugueza / ed. J.F. Correia da Serra. Lisbon: Academia das Ciências de Lisboa, 1790. T. 1. p. 71-194.
- Pina, Ruy de. Chronica d'el rey D. Duarte // Collecção de livros ineditos de historia portugueza / repr. ed. Gabriel Pereira. Lisbon: Escriptorio, 1901. (Bibliotheca de clássicos portuguezes; 28)   [Архівовано 25 вересня 2017 у Wayback Machine.]
- Pina, Ruy de. Chronica de El-Rei D. Duarte. Porto: Renascença Portuguesa, 1914.  [Архівовано 4 лютого 2019 у Wayback Machine.]